# Lontov
Lontov (in ungherese Lontó) è un comune della Slovacchia facente parte del distretto di Levice, nella regione di Nitra.